# De revolutionibus orbium coelestium

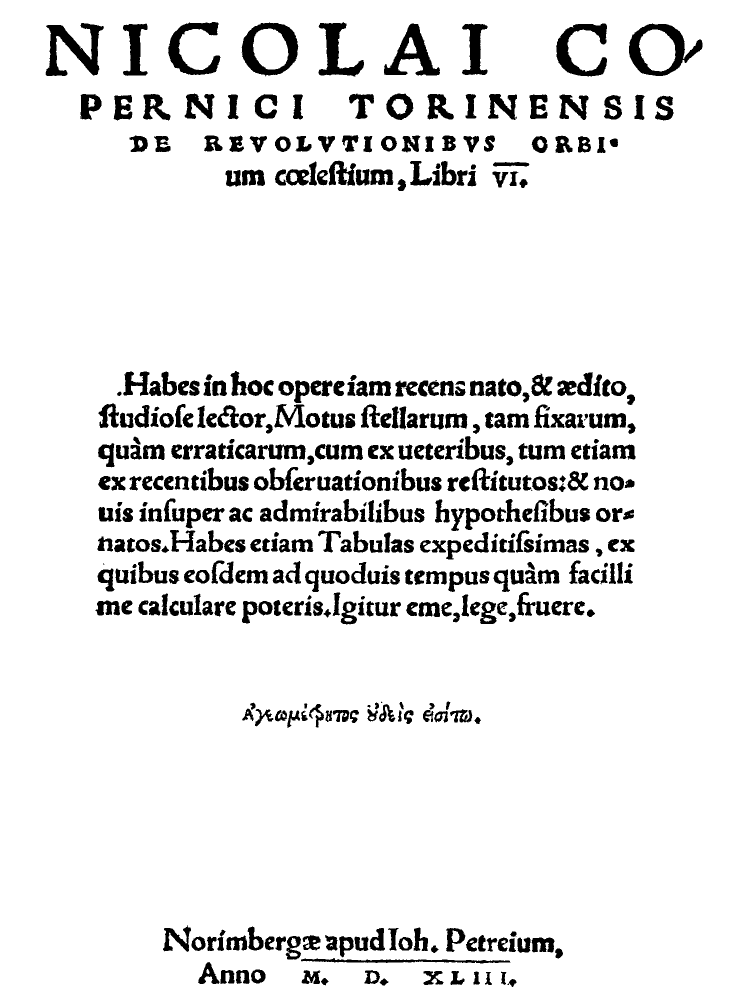
Titul prvního vydání z roku 1543

De revolutionibus orbium coelestium libri sex, česky O obězích nebeských sfér knihy šestery, je nejznámější spis polského astronoma Mikuláše Koperníka. Byl napsán latinsky. Kniha byla poprvé vytištěna v roce 1543 v Norimberku, tiskařem Johannem Petreiem. Nabídla heliocentrický model vesmíru, popírající do té doby všeobecně přijímaný model geocentrický, ptolemaiovský. Na trhu kniha neuspěla, původní náklad 400 výtisků se nepodařilo vyprodat. Podíl na tom mělo i to, že Koperník sepsal knihu tak, že byla srozumitelná jen nejpokročilejším astronomům, a učinil tak patrně záměrně. Arthur Koestler proslul bonmotem, že De revolutionibus je „nejslavnější kniha, kterou nikdo nikdy nečetl“. Koperník s vydáním textu dlouho váhal, rozhodl se k tomu až těsně před smrtí. Přiměl ho k tomu kardinál Nikolaus von Schönberg a Koperníkův žák Rakušan Georg Joachim Rhaeticus, který byl i editorem prvního vydání, k němuž ale neměl k dispozici rukopis i s poznámkami. Vědecké autority Koperníkovy doby knihu přijaly příznivě (Erasmus Reinhold, Robert Recorde, John Dee, Thomas Digges, William Gilbert, Michael Mästlin, Giambattista Benedetti, Giordano Bruno), zaútočil na ni však luterský teolog Philip Melanchthon. Katolické prostředí váhalo déle, ale nakonec, 70 let po vydání (1616), byla Koperníkova kniha římskou inkvizicí zapsána na seznam knih zakázaných katolickou církví Index Librorum Prohibitorum. Zůstala na něm až do roku 1758, kdy ji vyřadil papež Benedikt XIV. Největším vědeckým omylem Koperníkovým v knize bylo přidržení se víry, že se nebeská tělesa musejí pohybovat po kruhových dráhách. Koperník sám viděl, že to nesouhlasí s výpočty, ale vyřešil to dodáním doplňkové síly: „každoroční protilehlé kuželovité prohnutí zemské osy“. Tuto slabinu teorie později odstranil až pražský badatel Johannes Kepler (1609), který kružnice nahradil elipsami. Koperníkova kniha znamenala velký průlom v dějinách vědy, navzdory tomu, že Koperník nebyl prvním, kdo heliocentrickou teorii formuloval, jak bylo nesčetněkrát upozorněno – tato teorie byla diskutována již ve starém Řecku, například Aristarchem ze Samu.

## Rukopis

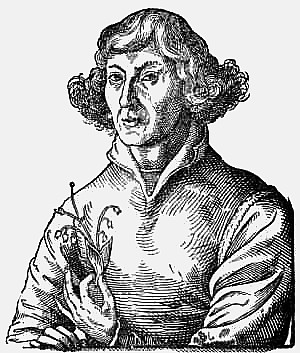
Mikuláš Koperník

Dochoval se rukopis psaný Koperníkovou vlastní rukou. Po jeho smrti ho dostal Rhaeticus. Přes Heidelberg se rukopis dostal – mj. přes Jana Amose Komenského – do Prahy, kde byl v 19. století znovuobjeven. Nacházel se v Nostické majorátní knihovně v pražském Nosticově paláci. V roce 1956 byl Československou republikou darován Polsku jako akt přátelství. Dnes je uložen v knihovně Jagellonské univerzity v Krakově. Národní knihovna v Praze vlastní exemplář druhého vydání s četnými vlastnoručními poznámkami Tychona de Brahe.

## Předmluvy
V autorské předmluvě (Praefatio authoris) Koperník věnuje své dílo papeži Pavlu III. a vyslovuje naději, že papež jako matematik rozpozná pravdivost nastolené hypotézy. Od prvního vydání byla Koperníkova kniha opatřena ještě jednou, anonymní předmluvou Ad lectorem de hypothesibus huius operis (Čtenáři o hypotézách tohoto díla), která tvrdí, že následující text je kalkulem konzistentním s pozorováními, ale nemůže vyřešit filozofické pravdy. Později se ukázalo, že se jedná o text luteránského kazatele Andrease Osiandera, který žil v Norimberku, a Koperník ho pravděpodobně neodsouhlasil. Předmluva měla zjevně za cíl otupit očekávaný odpor. Někdy byla ale odsuzována jako zrada vědy. Koperník se o ní nejspíše nikdy nedozvěděl, neboť zemřel dříve, než se mu vytištěný text dostal do ruky. Osiander předmluvu pravděpodobně nepodepsal z toho důvodu, aby jako luterán neztížil její cestu ke katolickým čtenářům. Byl to Kepler, kdo odhalil Osianderovo autorství předmluvy a široce toto povědomí rozšířil.